# 동구·군위군 을
동구·군위군 을은 대한민국의 국회의원 선거구이다. 대구광역시 동구의 일부 지역과 군위군 전 지역을 관할한다. 현 지역구 국회의원은 국민의힘의 강대식이다.

## 역사
2023년 7월, 경상북도 군위군이 대구광역시에 편입되었다. 그로 인해서 제22대 국회의원 선거를 앞두고 동구 지역은 군위군과 함께 선거구를 이루게 되었다. 이에 기존의 동구 을 선거구를 구성하는 지역들과 군위군 지역이 하나의 선거구를 이루게 되면서 신설되었다.

## 관할 구역
| 대수  | 관할 구역                                                                                       |
| ----- | ----------------------------------------------------------------------------------------------- |
| 22대~ | 동구 도평동, 불로봉무동, 해안동, 안심1동, 안심2동, 안심3동, 안심4동, 혁신동, 공산동 군위군 일원 |

## 역대 국회의원
| 선거   | 정당 | 정당     | 의원   |
| ------ | ---- | -------- | ------ |
| 2024년 |      | 국민의힘 | 강대식 |

## 역대 선거 결과

### 대한민국 제22대 국회의원 선거
|  | 76.13% |

|  | 19.47% |

|  | 4.39% |